# 広野 (弘前市)
広野（ひろの）は、青森県弘前市の地名。郵便番号は036-8115。

## 地理
- 青森県道127号石川土手町線の東、松原東の裏手に位置する町。北は安原、北西から西は松原東、西南は松原西や千年、河川をはさんで南は小栗山、南東から北東にかけて泉野に接する。

## 歴史

### 沿革
- 1973年（昭和48年）～現在 - 大清水・小栗山から分離、広野一・二丁目になる。

### 地名の由来
- 大清水の小字名、上広野・下広野から。

## 世帯数と人口
2017年（平成29年）6月1日現在の世帯数と人口は以下の通りである。
| 丁目       | 世帯数  | 人口  |
| ---------- | ------- | ----- |
| 広野一丁目 | 56世帯  | 157人 |
| 広野二丁目 | 179世帯 | 414人 |
| 計         | 235世帯 | 571人 |

## 施設

### 教育
- 社会福祉法人伸栄会若草保育園

### 商業
- クリーニングのサンスター弘前広野店

## 小・中学校の学区
市立小・中学校に通う場合、学区は以下の通りとなる。
| 大字       | 番地 | 小学校             | 中学校           |
| ---------- | ---- | ------------------ | ---------------- |
| 広野一丁目 | 全域 | 弘前市立千年小学校 | 弘前市立南中学校 |
| 広野二丁目 | 全域 | 弘前市立千年小学校 | 弘前市立南中学校 |

## 交通
- 弘南バス

広野一丁目（弘前駅 - 座頭石線）停留所。
広野二丁目（弘前駅 - 座頭石線）停留所。